# Arius maculatus
Arius maculatus is een straalvinnige vissensoort uit de familie van christusvissen (Ariidae). De wetenschappelijke naam van de soort is voor het eerst geldig gepubliceerd in 1792 door Carl Peter Thunberg.